# Гоплия-крошка
Гоплия-крошка, или цветоройка малая, (лат. Hoplia parvula) — вид пластинчатоусых жуков из подсемейства хрущей.

## Описание

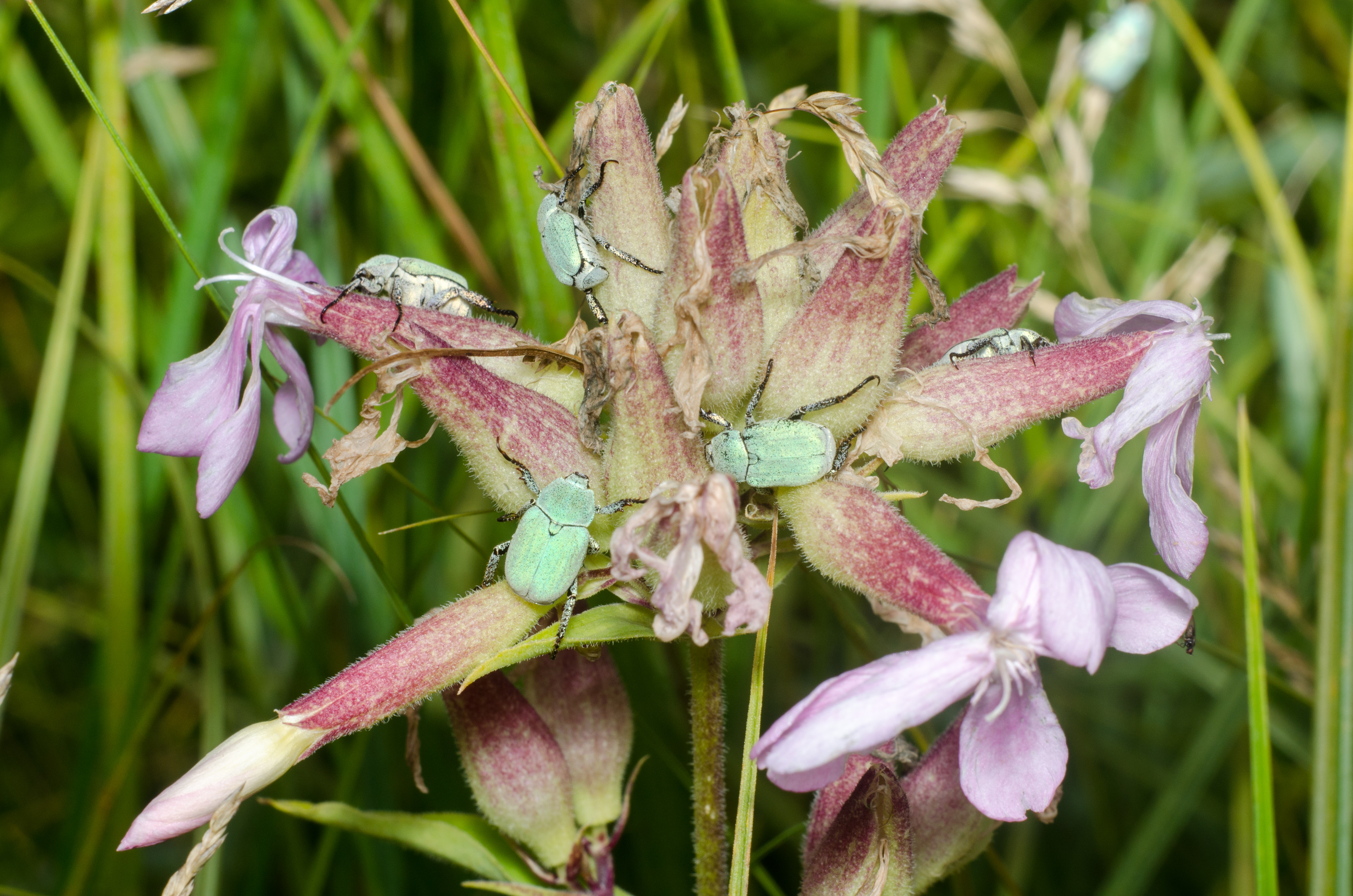

Длина тела 7—9,5 мм. Окраска чёрная, щупики и усики (кроме темной булавы) буро-красного цвета. Основной фон верхней стороны тела целиком покрыт матовыми или несколько металлически блестящими зелеными, золотисто-зелеными, сине-зелеными, бурыми или смешанными бурыми и зелеными чешуйками. Редко верх тела может быть покрыт в сильно металлически блестящих золотисто-зеленых чешуйках. Тело широкое, относительно короткое, сверху относительно не выпуклое. Верх тела покрыт очень густыми, круглыми или несколько овальными чешуйками. Усики 9-члениковые, их булава несколько короче жгутика. Переднеспинка выпуклая, слабо поперечная, немного уже основания надкрылий. Кзади она слабо, а кпереди несколько сильнее сужена, покрыта очень густыми круглыми чешуйками, между которыми на черных точках сидят очень тонкие приподнятые беловатые волоски. Надкрылья весьма широкие, короткие, с несколько округленными боками. Нижняя сторона тела покрыта густыми, соприкасающимися, круглыми металлически блестящими серебристо-белыми, иногда с зеленоватым отливом чешуйками, между которыми на груди рассеяны негустые короткие волоски.

## Ареал
Восточноевропейский вид. Встречается в северо-западной Польше; северная граница распространения проходит через северную часть Белоруссии (Гродно) на Ярославль, Кострому и Уржум (Кировская область). Далее граница ареала проходит на юго-восток через Белебеевский район Башкирии на западный Казахстана. Западная граница распространения вида проходит через западную Белоруссию (Гродно), Житомирскую область Украины и Одессу. Южная граница ареала проходит через Одессу к устьям Днепра, а затем поднимается на северо-восток по его пойме и подлуговой террасе, по реке Молочной (Мелитополь), нижнему течению Северского Донца (станица Луганская), среднему течению Дона (Калач), по Волге и среднему течению Урала. В Крыму и на Кавказе вид отсутствует.
Основная часть ареала находится в пределах восточной части Европы в зоне лесов.

## Биология
Жуки обитают на песчаных и легких супесчаных почвах речных террас, где могут встречаться в массовом количестве. На севере Украины, в лесостепи, вид предпочитает участки с негустым растительным покровом (боры, берега рек). В более жарком и засушливом климате на юге своего ареала жуки встречаются в речных поймах.
Жуки встречаются с конца мая до середины сентября. Активны в дневное время суток и держатся на травянистой и молодой древесной растительности (ива, тополь, сосна). Питаются листьями. Личинки обитают в песчаной почве, питаясь мелкими корешками. Голова личинки без глазков, бледного жёлтого цвета. Лоб с каждой стороны с 3 щетинками. Длина личинки до 17—24 мм. Генерация однолетняя. Зимуют личинки.